# Wiesbadener Straße (Berlin)
Die Wiesbadener Straße ist eine rund zwei Kilometer lange Straße in Berlin. Sie beginnt in Ost-West-Richtung am Friedrich-Wilhelm-Platz im Ortsteil Friedenau, Bezirk Tempelhof-Schöneberg. Nach Überqueren der Bezirksgrenze zum Bezirk Charlottenburg-Wilmersdorf führt sie durch den Ortsteil Wilmersdorf bis zur Mecklenburgischen Straße / Breiten Straße, wo sie die Ortsteilgrenze zu Schmargendorf erreicht.

## Benennung und erste Bebauung
Der erste Teil der heutigen Wiesbadener Straße wurde bei der Gründung der Villenkolonie Friedenau dort angelegt. Da eine Verlängerung nach Schmargendorf geplant war, erhielt sie am 26. Oktober 1872 den Namen Schmargendorfer Straße Zu dieser Verlängerung kam es jedoch zunächst nicht. Stattdessen wurde zentral in Friedenau die Kirche „Zum Guten Hirten“ gebaut und trennte die Straße städtebaulich in zwei Teile. Der Teil westlich des Friedrich-Wilhelm-Platzes wurde um 1890 in Kasseler Straße umbenannt, der östliche Teil hingegen trägt den alten Namen bis heute.
In Wilmersdorf und Schmargendorf wurden in den 1890er Jahren für diesen Bereich zahlreiche Straßen geplant, von denen die wenigsten später gebaut wurden. Darunter war auch die oben genannte Verlängerung aus Friedenau. Für diese war der Name Wiesbadener Straße vorgesehen, ergänzt um einen Wiesbadener Platz, benannt nach der Stadt Wiesbaden. Daran angepasst, wurde die Kasseler Straße in Friedenau bereits um 1902 in Wiesbadener Straße umbenannt, die offizielle Benennung in Wilmersdorf folgte amtlich erst am 19. August 1909.
Der Wilmersdorfer Teil der Wiesbadener Straße erscheint im Adressbuch bereits 1908, wobei sie damals noch nicht bis Schmargendorf führte und unbebaut war. Auch 1913 standen lediglich zwei Häuser an der Straße, beide direkt an der Grenze zu Friedenau. Bis 1928 kamen lediglich zwei weitere Häuser hinzu. Auf einem Luftbild von 1928 ist erkennbar, dass die Wiesbadener Straße noch im Jahr 1928 auf dem Teil westlich der heutigen Autobahnüberbauung nur ein Kleingartenweg war, der damals gerade ausgebaut wurde.
Entlang der ehemaligen Grenze zu Schmargendorf wurde die Norderneyer Straße geplant. Diese wurde nur in ihrem südlichen Abschnitt gebaut und hat die Wiesbadener Straße nie erreicht, stattdessen verläuft hier der unauffällige Franz-Cornelsen-Weg. Um 1938 kam dieser Bereich auch zum Ortsteil Wilmersdorf.

## Verlauf

### Vom Friedrich-Wilhelm-Platz zur Laubacher Straße (Friedenauer Gebiet)

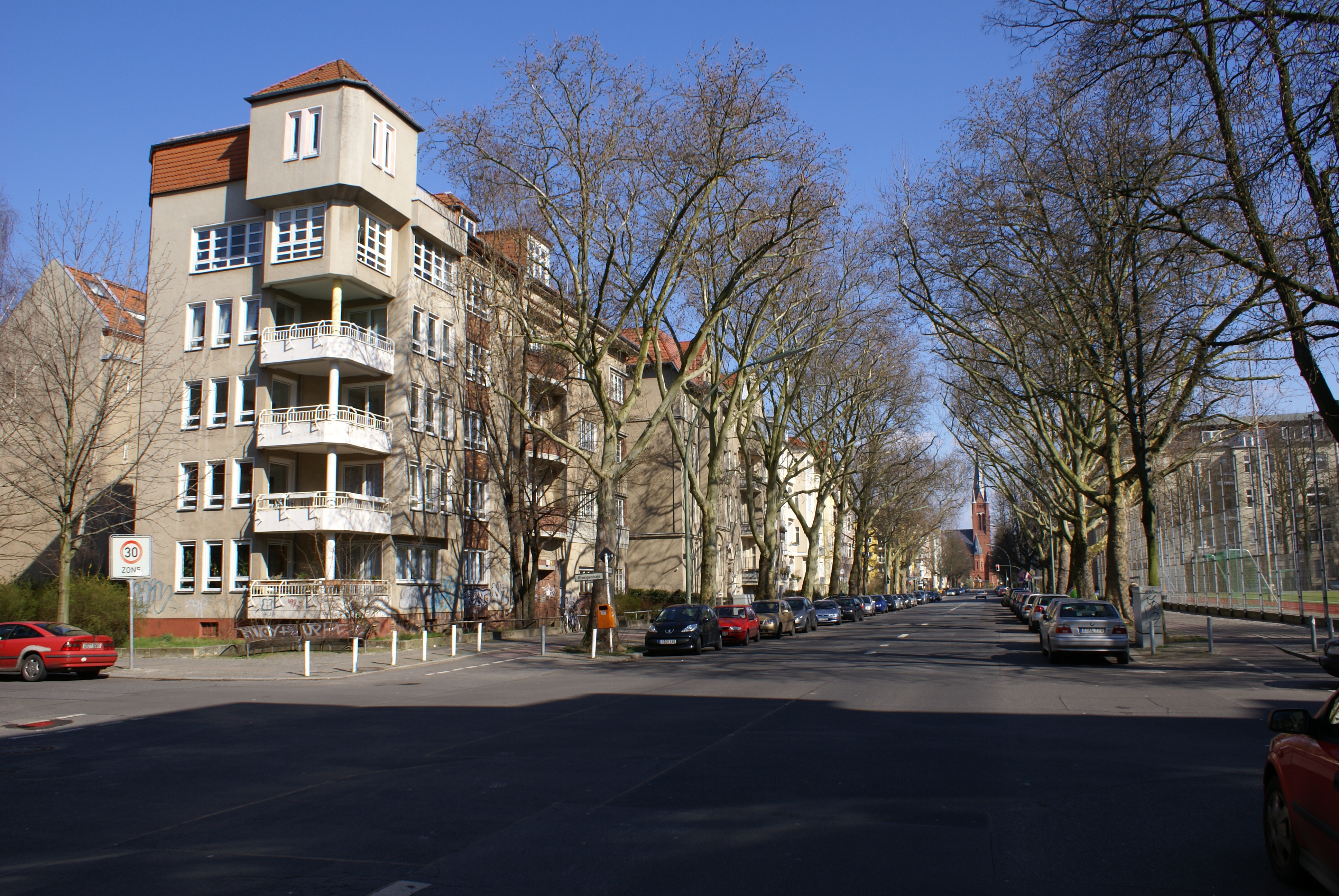
Wiesbadener /Ecke Rheingaustraße

Die Wiesbadener Straße beginnt am Friedrich-Wilhelm-Platz in Höhe der Kirche „Zum Guten Hirten“. Sie kreuzt am Schillerplatz die Stubenrauchstraße. Ursprünglich war dieser Platz in Form eines Rondells angelegt worden und hatte in den Anfängen der Gemeinde Friedenau den Namen Schmargendorfer Platz. Er war – wie auch die Wiesbadener Straße – Teil der Friedenauer Carstenn-Figur, einer regelmäßigen städtebaulichen Anordnung von Straßen und Plätzen, dessen Pendant der heutige Renée-Sintenis-Platz (bis 1967: Wilmersdorfer Platz) östlich des Friedrich-Wilhelm-Platzes ist. Anlässlich des 100. Todestages des Dichters Friedrich Schiller erhielt er im Mai 1905 seinen heutigen Namen. Zu dieser Zeit war er zu einem – mit gärtnerischen Anlagen versehenen – Schmuckplatz umgestaltet worden. Um Ende der 1950er Jahre einen besseren Verkehrsfluss zu gewährleisten (insbesondere dem der damaligen BVG-Omnibus-Linie 17 zum S-Bahnhof Grunewald), wurde 1957 die Wiesbadener Straße verbreitert und im rechten Winkel über die Stubenrauchstraße geführt. Ursprünglich war 1960 vorgesehen, den Schillerplatz amtlich aufzuheben, was aber dann doch unterlassen wurde. Heute zeugt noch der kleine Schiller-Park als kleine viergeteilte Grünanlage von der ehemaligen Form des Platzes.
Weiter westlich passiert die – hier mit Platanen bestandene – Straße auf der südlichen Seite den Sportplatz der Rheingau-Oberschule zwischen Homuth- und Rheingaustraße. Unweit von hier lebte in der Rheingaustraße 8 der Lyriker Rainer Maria Rilke. Die Wiesbadener Straße verlässt an der (verkehrstechnisch komplizierten) Doppelkreuzung Laubacher Straße und Südwestkorso den Ortsteil Friedenau. Auf dem – die Wiesbadener Straße kreuzenden – Südwestkorso wurden Mitte der 1980er Jahre als Modellversuch im Zuge der „Veloroute K“ die ersten Fahrradstreifen Berlins angelegt, die sich seitdem bewährt haben.

### Von der Laubacher zur Mecklenburgischen Straße (Wilmersdorfer Gebiet)

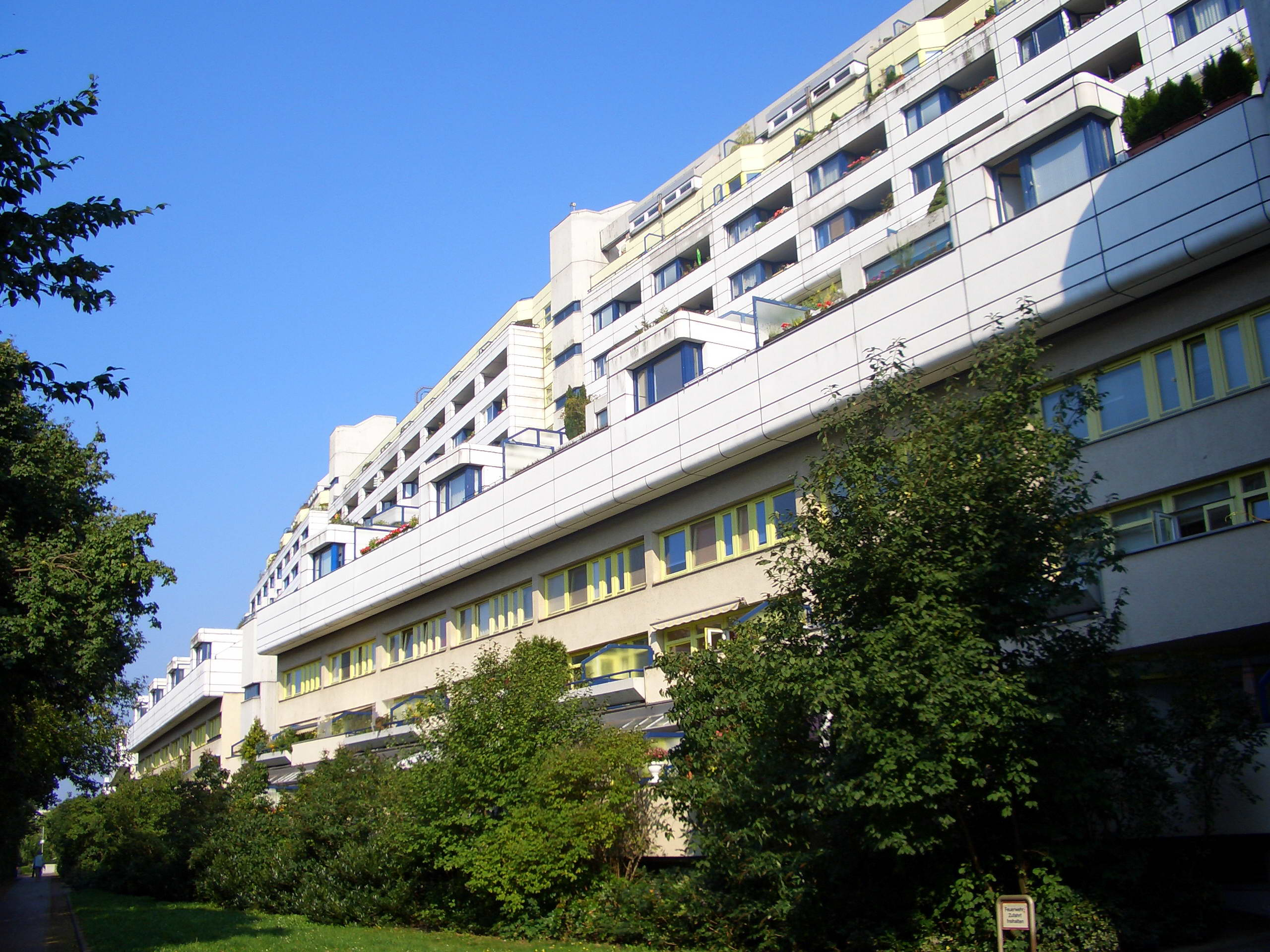
Seitenansicht der Autobahnüberbauung Schlangenbader Straße

Hinter der Kreuzung mit dem Südwestkorso verlässt die Wiesbadener Straße den Ortsteil Friedenau und durchläuft im Ortsteil Wilmersdorf das Rheingauviertel. Teile dieser Ortslage mit dem nur wenige Meter entfernten Rüdesheimer Platz wurde um 1905 von Georg Haberland unter ästhetischen Aspekten und – angeregt durch die reformerischen Ideen aus der englischen Architektur im Landhausstil geplant – um 1910 fertiggestellt. Diese Wohnsiedlung um den Rüdesheimer Platz gilt als vorbildliche Frühform einer aufgelockerten Bauweise im Grünen.
Weiter führt die Wiesbadener Straße ab der Rüdesheimer Straße teilweise an Gärten und lockerer Bebauung vorbei – unter anderem befindet sich an der Aßmannshauser Straße das IBZ Berlin – und kreuzt die Johannisberger und die Binger Straße bis hin zur Autobahnüberbauung Schlangenbader Straße, einem Wohnkomplex, der den Zubringer (ehemals: A 104) zum Berliner Stadtring tunnelartig überdeckt und zwischen 1976 und 1980 erbaut wurde. Das Hauptgebäude dieser Überbauung erreicht eine Gesamtlänge von 600 m und eine maximale Höhe von 46 m. Es hat in den mittleren Riegeln 14 Geschosse und beinhaltet 1064 Wohneinheiten. Damit zählt es zu den größten zusammenhängenden Wohnkomplexen Europas. In der angrenzenden Randbebauung sind weitere 694 Wohneinheiten untergebracht, was eine Gesamtanzahl von 1758 Wohneinheiten auf dem Areal ergibt. Es wurden hierbei insgesamt 120 verschiedene Grundrissvarianten realisiert.
Auf den letzten 400 m der Wiesbadener Straße befindet sich nördlich ein kleines Einkaufszentrum, bevor sie dann an der Kreuzung Mecklenburgische und Breite Straße endet. Weiter in Richtung Westen erreicht man dann über die Breite Straße den Ortskern von Schmargendorf.

## Verkehr
Die Wiesbadener Straße wird auf voller Länge von der Omnibus-Linie 186 durchfahren. An der Bundesallee liegt der U-Bahnhof Friedrich-Wilhelm-Platz. Hier verkehren die Züge der Linie U9 (zwischen Osloer Straße und Rathaus Steglitz). Am U-Bahnhof Rüdesheimer Platz fahren die Züge der Linie U3, die zwischen Warschauer Straße und Krumme Lanke verkehren.
Die Wiesbadener Straße ist eine beliebte Verbindung für Radfahrer von der Innenstadt in den nahegelegenen Grunewald, weil das Verkehrsaufkommen hier geringer ist als auf vergleichbaren Straßen.